# În căutarea timpului pierdut
În căutarea timpului pierdut (titlul original, în franceză: À la recherche du temps perdu) este un roman scris de Marcel Proust și publicat în perioada 1913 - 1927.
Cele șapte volume ale operei sunt:
1. Du coté de chez Swann (Swann). Partea I: Combray (1913), partea a II-a: O iubire a lui Swann (1917)
2. A l'ombre des jeunes filles en fleurs (,,La umbra fetelor în floare"), 1919
3. Le Coté de Guermantes, 1920
4. Sodome et Gomorrhe (,,Sodoma și Gomora"), 1921 - 1922
5. La Prisonnière (,,Prizoniera, Fugara"), 1923 (postum)
6. Albertine disparue (Titlu original: La Fugitive, ,,Fugara"), 1925 (postum)
7. Le Temps retrouvé (,,Timpul regăsit"), 1927 (postum).

La apariția primelor părți, romanul nu a fost apreciat la justa sa valoare, fiind chiar considerat lipsit de viitor. Astăzi este considerat una dintre cele mai importante opere ale literaturii universale și figurează printre cele 100 de cărți ale secolului după Le Monde.

## Cuprins
În roman este descrisă detaliat viața unui om care avansează în înalta societate.
Întreaga operă este scrisă ca un monolog, fiind astfel în multe aspecte autobiografică.
Scriitorul a inserat în acest roman aspecte din copilăria și viața sa de adult în Parisul secolelor al XIX-lea și al XX-lea. A fost tradus în zeci de limbi și a inspirat o serie de autori precum Virginia Woolf sau Vladimir Nabokov. Au fost abordate teme precum pierderea timpului, lipsa de înțeles, amintirile și schimbările sociale petrecute în Franța, în perioada respectivă.
Pe parcursul celor șapte volume, autorul își propune să își „elucideze” propria existență și, implicit, propriul adevăr, așa cum i se prezintă din perspectiva timpului care, prin distanțare, obiectivizează și îmbogățește semantica existenței. În tot acest periplu temporal, se lasă ghidat de fluxul memoriei, dependentă total de afinități, coincidențe, idei, emoții, stimuli senzoriali, traume. Punctul de pornire, reperul proustian prin excelență al căutării timpului consumat este brioșa, sau „madlena” (la madeleine) muiată în ceai de tei, generatoare a retrăirii unui moment din copilărie și declanșator, sau operator al rememorării unor scene de aceeași factură. Departe de a fi exclusiv un roman al universului interior, re-ordonat prin introspecție și rememorare, „În căutarea timpului pierdut” este un roman al educației: naratorul descoperă pas cu pas lumea din jur și o realitate inițial intuită. Evocându-și aspirațiile, descoperă că privilegiile sociale i-au dat posibilitatea realizării lor, dar fără satisfacția sperată.
În esență, romanul explorează modul în care timpul poate fi recuperat și în care trecutul, ajutat de memoria involuntară, poate fi recâștigat și conservat prin artă. O inovație fundamentală a romanului lui Marcel Proust o constituie modul în care personajele se prezintă - nu ca entități fixe, ci fluide - și se dezvăluie numai treptat, fiind modelate de context și percepție.

## Note

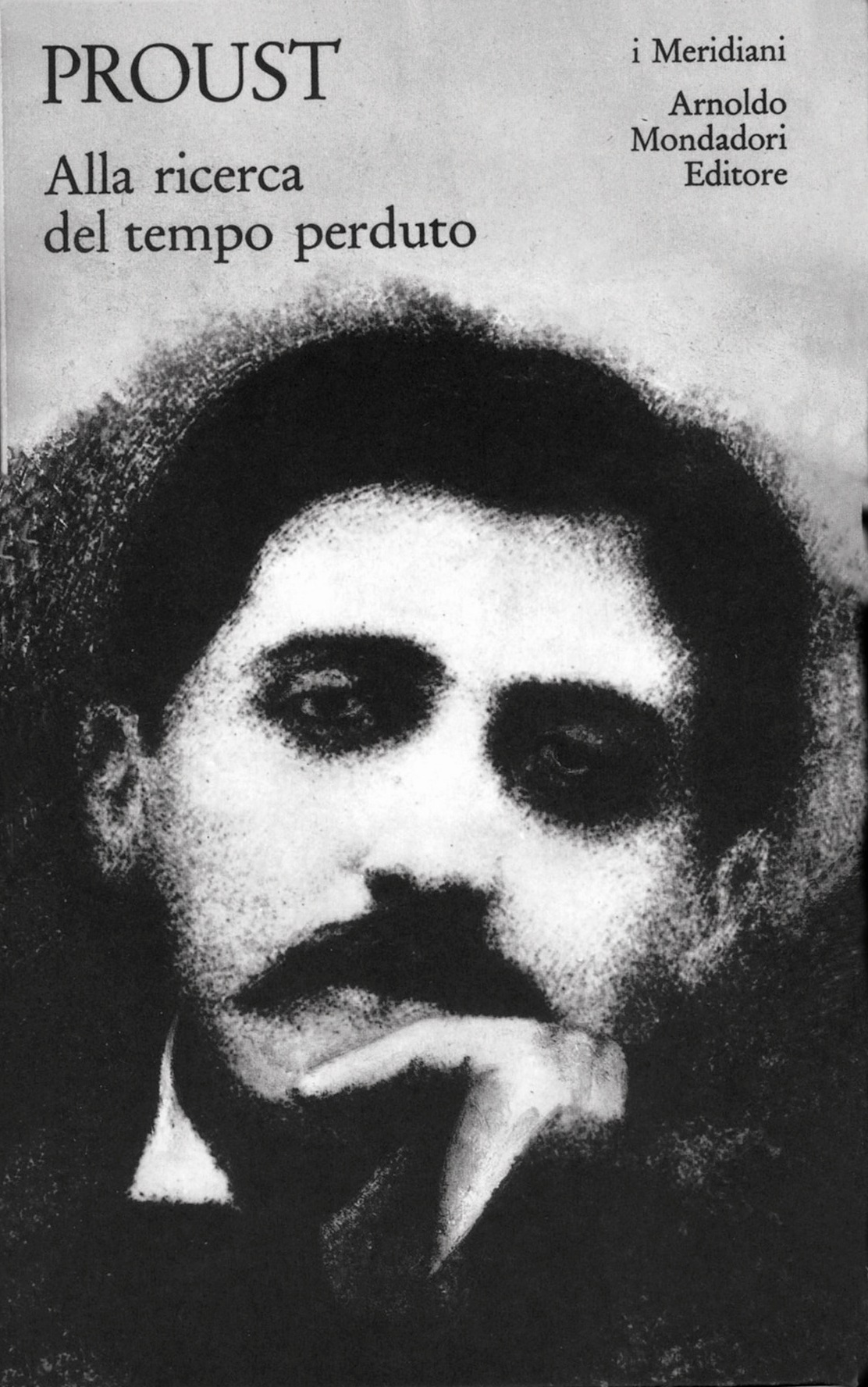
Marcel Proust -În căutarea timpului pierdut, Ediție italiană